# Vendaje
Un vendaje consiste en envolver una parte del cuerpo que está lesionada por diversos motivos con paños de lino o de lana (dependiendo de tu habilidad de primeros auxilios) unidas entre sí y colocadas en un orden racional.

## Concepto

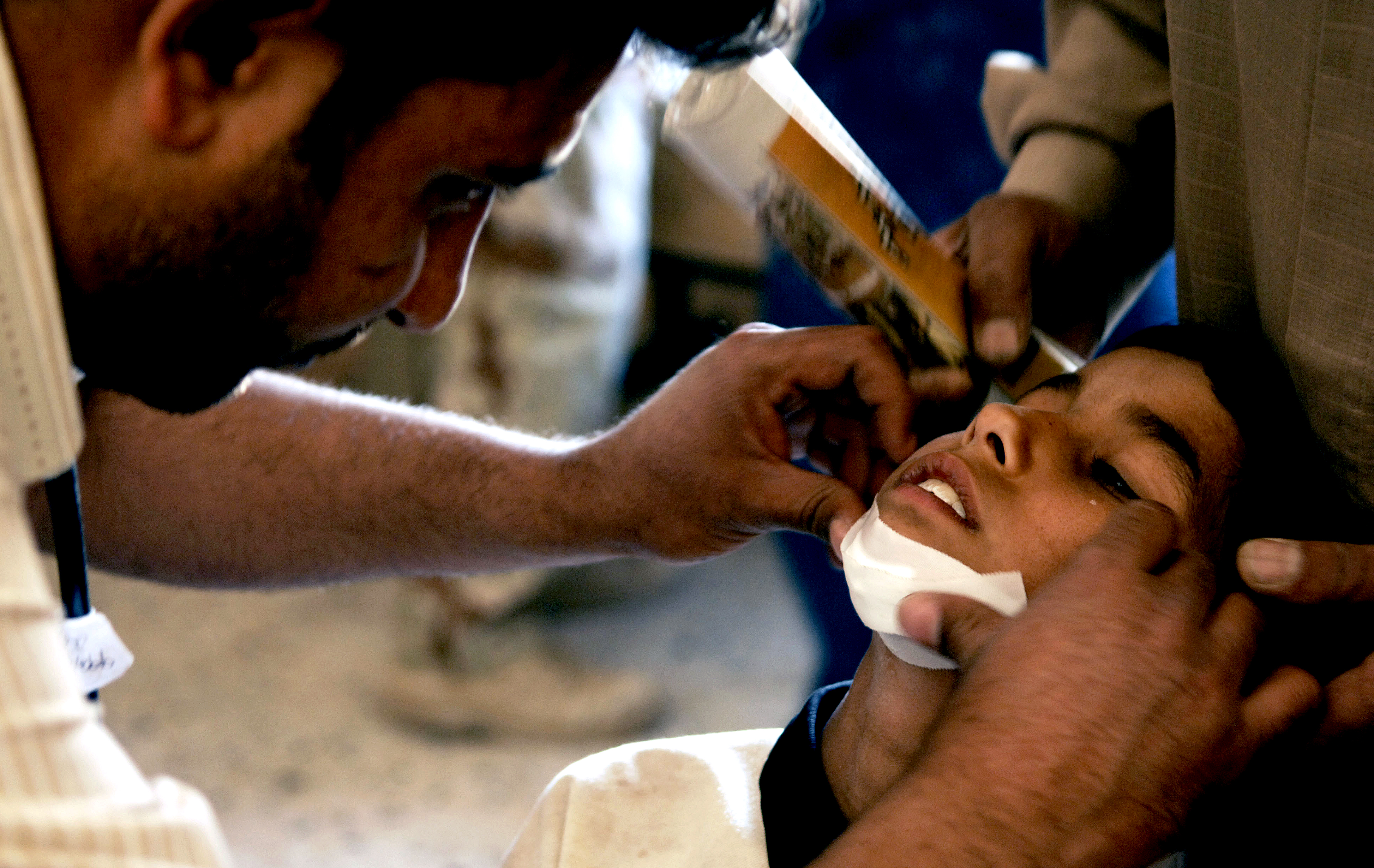
Vendaje de barbilla

Como procedimiento o técnica, consiste en envolver una parte del cuerpo que está lesionada por diversos motivos. Actualmente su uso más frecuente es para cubrir las lesiones cutáneas e inmovilizar las lesiones osteoarticulares. Pero es utilizado en general en el tratamiento de heridas, hemorragias, contusiones, esguinces, luxaciones y fracturas. Es una técnica específica que permite mantener cierta funcionalidad de la zona lesionada sin perjuicio de la misma. Aplicado como una técnica terapéutica, pretende limitar selectiva y mecánicamente la movilidad de una articulación en el sentido del movimiento que afecta a las estructuras lesionadas de los tejidos peri articulares.
Los vendajes o la acción de vendar consiste en la aplicación de una venda sobre una parte del cuerpo con fines preventivos o terapéuticos y tienen como propósito:
- Compresión: Para detener hemorragias, fomentar la absorción de líquidos tisulares y prevenir la pérdida de estos mismos.
- Contención: Para limitar los movimientos de extremidades o articulaciones en casos de luxación, esguince o fractura, sujetar material de curación y proporcionar calor y protección.
- Corrección: Para inmovilizar una parte del cuerpo y corregir deformidades. 3

## Tipos de vendajes

### Blando o contentivo
Este es un vendaje que es utilizado generalmente para contener y mantener alguna masa medicinal en el sitio afectado, este vendaje permite una movilidad relativa.

### Compresivo

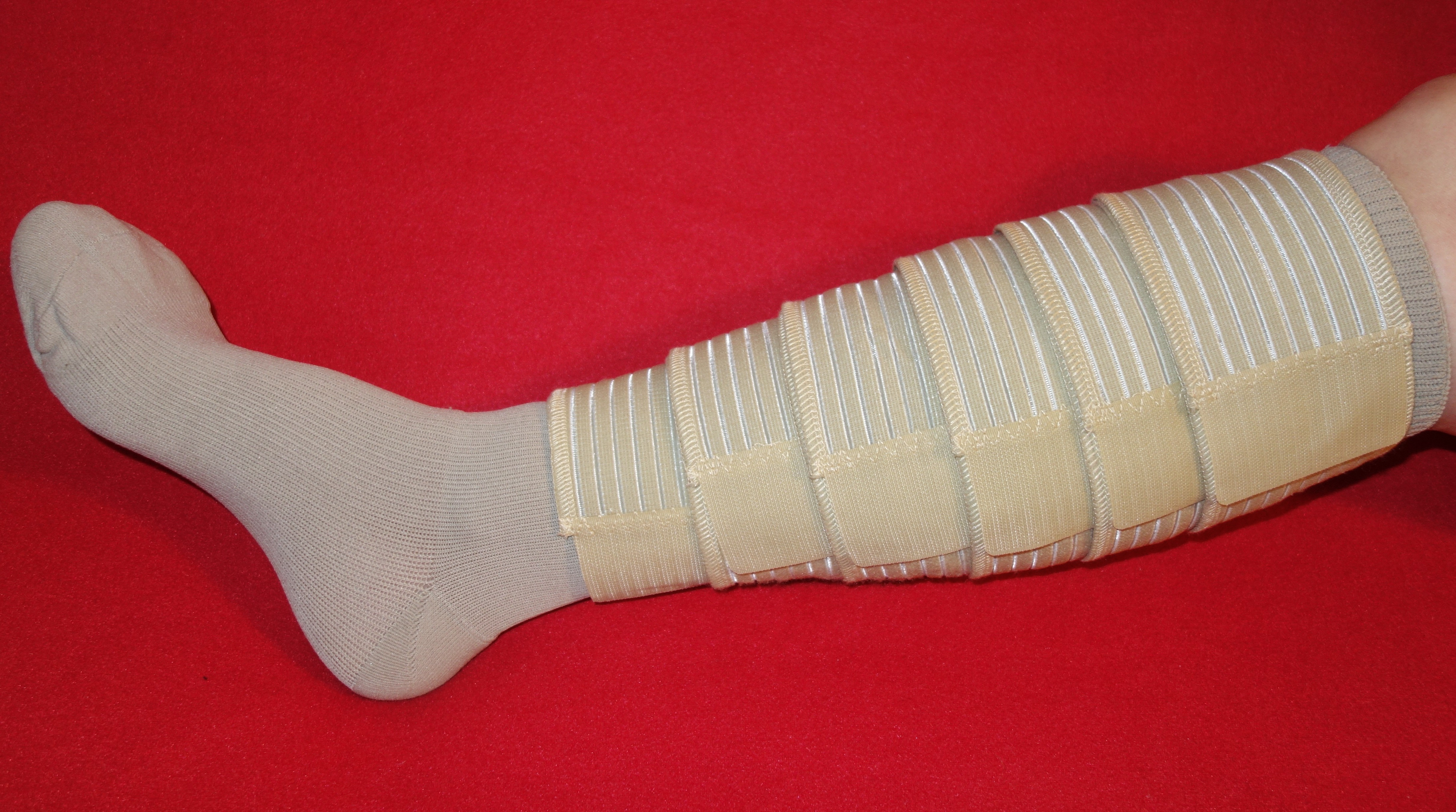
Vendaje compresivo

Utilizado para ejercer una compresión progresiva a nivel de una extremidad, de la parte distal a la proximal, con el fin de favorecer el retorno venoso. También se usa para limitar el movimiento de alguna articulación en el caso de contusiones y esguinces de 1° grado.
El objetivo del vendaje compresivo es que, situándolo sobre la herida y aplicándole cierta presión, se consigue detener la hemorragia

### Rígido
- De sostén: protege las estructuras capsulo-ligamentosas.
- Descarga: aplicación en las estructuras músculo-tendinosas.
- Estabilidad: impedir que se mueva una articulación lesionada o una epifisiólisis no desplazada.
- Compresión: ejercer una presión que se opone a la formación de hematomas musculares y eventuales derrames articulares.

### Circular
Utilizado para fijar el extremo inicial y final de una inmovilización, para fijar un apósito y para iniciar o finalizar un vendaje.
Se utiliza en lugares de anchura no muy grande como puede ser muñeca, brazo, pierna, pie y dedos de la mano.
El tipo de vendaje circular es el más fácil de aplicar a una víctima ya que esta es la más factible en aplicación.
Es apropiado para cubrir regiones de forma cilíndrica, como antebrazo, brazo, pierna y muslo.

### Espiral
Utilizado generalmente en las extremidades. Se suele emplear venda elástica porque se adapta mejor a la zona a vendar. 
Se utiliza para vendar una parte del cuerpo que sea de circunferencia uniforme.

### En 8
Se utiliza en las articulaciones (tobillo, rodilla, muñeca,codo y  hombro ), pues permite tener cierta movilidad. Se coloca la articulación en posición funcional y se efectúa una vuelta circular en medio de la articulación, luego alternando vueltas ascendentes y descendentes hasta formar figuras en ocho, también sirve para inmovilizar clavícula y para formar postura, es recomendado por un doctor para una buena formación de la columna.

### Espiga

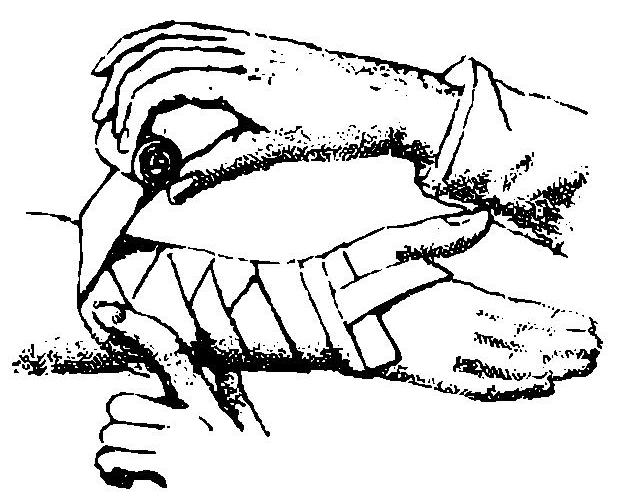
Vendaje en espiga

Se realiza sosteniendo el rollo de venda con la mano dominante y se sube. Comenzaremos siempre por la parte más distal.
La primera vuelta se realiza con una inclinación de 45° en dirección a la raíz del miembro, la 2.ª sobre ésta con una inclinación invertida (45° en dirección contraria a la anterior), la tercera como la primera, pero avanzando unos centímetros hacia la raíz del miembro… así, en un movimiento de vaivén, se completa el vendaje, que al terminar queda con un aspecto de «espiga».

### Velpeau
Se utiliza para las lesiones de la cintura escapular. El brazo se coloca a lo largo del tórax con el codo en flexión y la mano más alta que el codo. Se dan vueltas de venda alrededor del tórax y brazo para mantener la posición. En nuestro medio se emplea para inmovilizar hombro en una luxación acromioclavicular.

### Vendaje de vuelta recurrente
Se usa en las puntas de los dedos, la cabeza y los nudillos. Después de fijar el vendaje con una vuelta circular se lleva el rollo hacia el extremo del dedo o muñón y se vuelve hacia atrás: Se hace doblez y se vuelve a la parte distal. Al final, se fija con una vuelta circular. para uso quirúrgico

## Recomendaciones para un vendaje

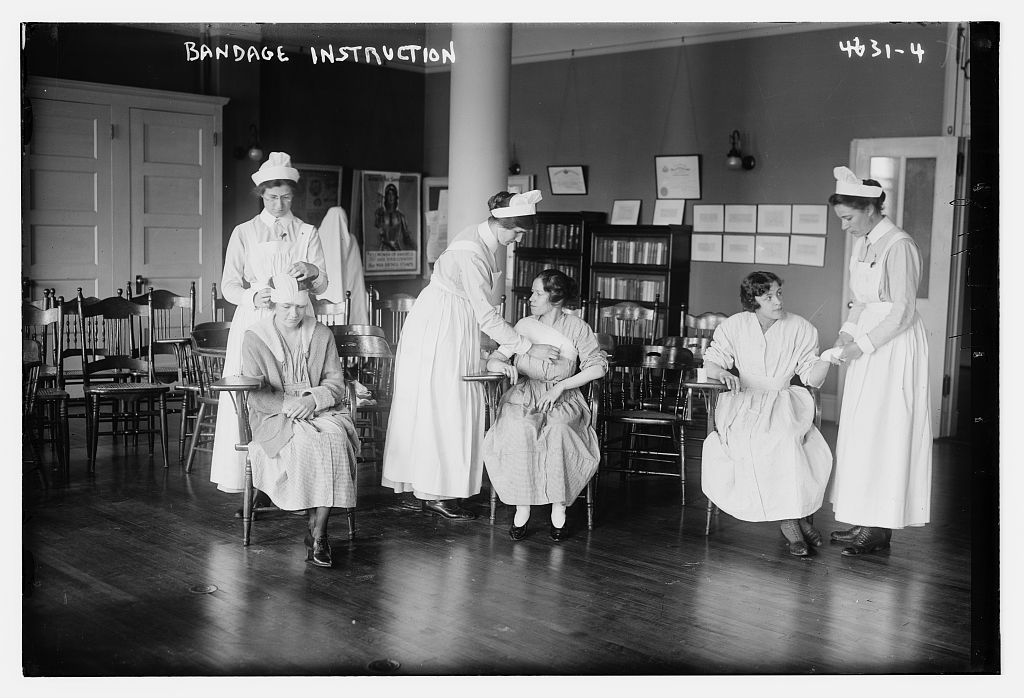
Formación en vendajes (ppios. s XX)

- No dejarlo muy apretado porque puede lastimar al paciente, puede tapar la circulación de sangre y puede haber una necrosis de la piel.
- Realizarlo en articulaciones principales.
- Utilizar vendas adecuadas.
- Asegurarse que las vendas estén bien desinfectadas, ya que podemos infectar la zona herida.

## Normas generales para la realización de vendajes
La ejecución de un vendaje adecuado, exige un entrenamiento previo y continuado. Antes de explicar algunos tipos de vendajes, expondremos algunos principios generales en la realización de vendajes: 
- Lavado de manos antes y después de cada vendaje.

- Impedir el contacto entre zonas dérmicas aislándolas con gasas.

- Proteger las prominencias óseas antes de vendarlas.

- Utilizar la venda más adecuada para los fines del vendaje.

- Iniciar el vendaje sosteniendo el rollo de la venda en una mano y el extremo inicial con la otra.

- No iniciar ni finalizar el vendaje directamente sobre una herida o un área sobre la que sea posible que el paciente ejerza algún tipo de presión.

- Vendar de la parte distal a la proximal (de dedos a corazón).